# Allothrips pillichellus
Allothrips pillichellus är en insektsart som först beskrevs av Hermann Priesner 1925.  Allothrips pillichellus ingår i släktet Allothrips och familjen rörtripsar.

## Underarter
Arten delas in i följande underarter:
- A. p. pillichellus
- A. p. aureus